# Whiskey Cola

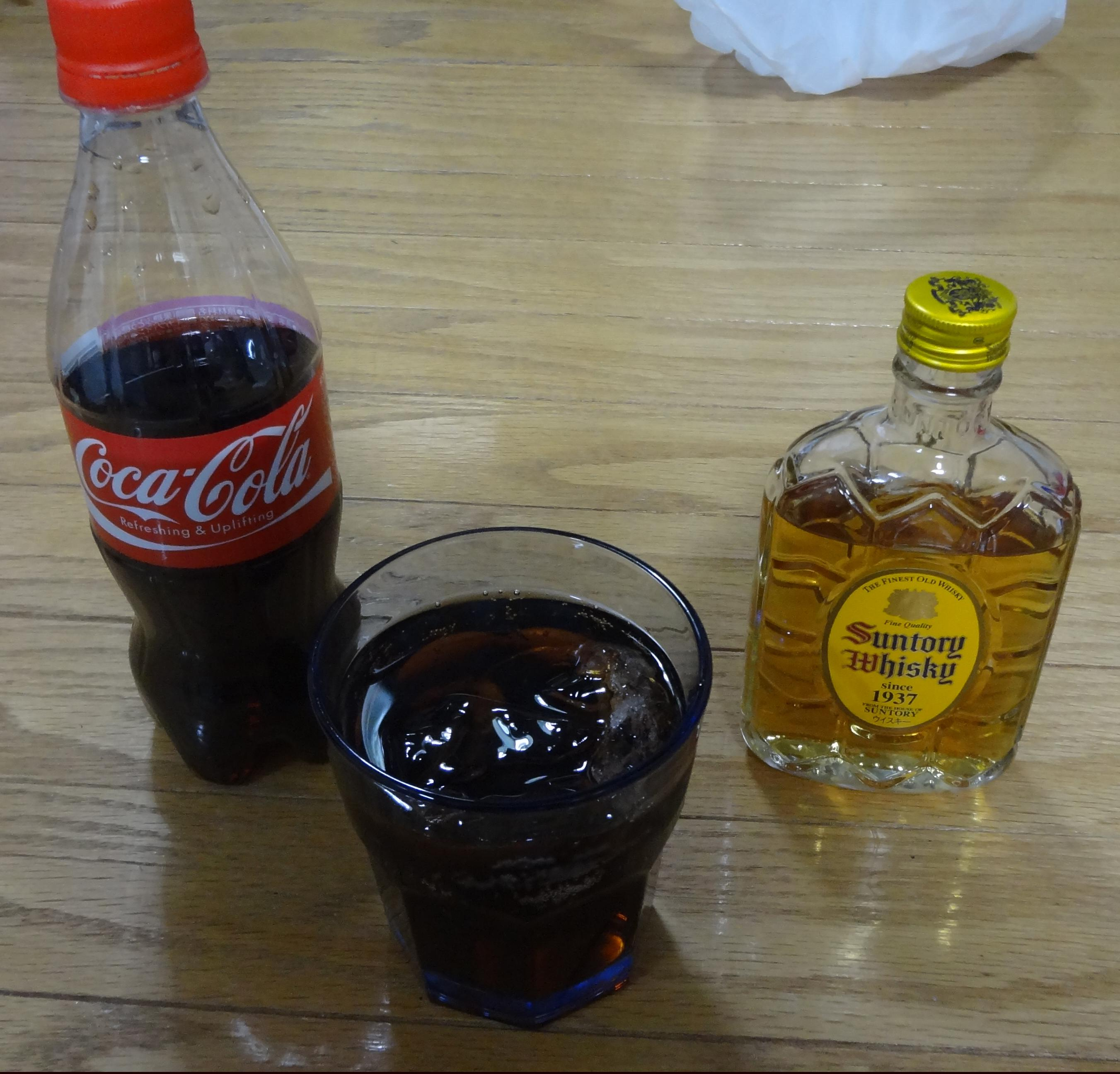
Whisky und Cola

Whiskey Cola ist ein klassischer Highball und Longdrink, der aus Whisky, Cola und Eis besteht. Klassischerweise wird Whisky Cola mit Bourbon Whiskey und Coca-Cola zubereitet. Es sind aber zahlreiche andere Varianten im Handel oder an Bars erhältlich.
Der Drink ist so populär, dass es ihn bereits vorgefertigt in Supermärkten zu kaufen gibt. Zwar ist Whisky Cola für viele Whisky-Trinker ein Einstieg, aber später hat er bei ihnen einen vergleichsweise schlechten Ruf: vor allem, da die Cola den Geschmack des Whiskys dominiert und so die Geschmacksnuancen des Whiskys verloren gehen.

## Geschichte
Die erste schriftliche Erwähnung von Whisky Cola stammt von 1907, als das bundesstaatliche United States Bureau of Chemistry einen Dr. Kebler entsandte, um die neu auf den Markt eingeführte Coca-Cola und ihre Folgen zu untersuchen. In seinem Bericht erwähnt er einen Coca-Cola Highball, den Soldaten kreieren, indem sie Cola in ihren Whisky schütten. Laut Kebler machte diese Kombination die Soldaten „wild und verrückt“.

## Zubereitung und Geschmack
Whisky Cola besteht aus Whisky, der mit Cola aufgegossen wird. Das Standardverhältnis an Bars ist dabei etwa ein Teil Whisky auf drei Teile Cola, die vorgefertigten Drinks enthalten weniger Whisky. Klassischerweise wird Bourbon Whiskey für Whisky-Cola verwendet, weshalb der Drink nach Jack-Daniels-Whiskey auch als Jack and Coke oder Jackie Cola bekannt ist. Einerseits, da Bourbon ebenso wie Coca-Cola ein klassisches Getränk der amerikanischen Südstaaten ist; andererseits, weil die ausgeprägte Süße und säuerliche Note des Bourbon vergleichsweise gut mit der Cola harmoniert. Dies kann sich jedoch stark unterscheiden. So ist beispielsweise in Spanien DYC con Cola ein Klassiker der Sommermonate, so dass dort beispielsweise gleich zusammengestellte Gebinde aus DYC und Colaflaschen im Supermarkt verkauft werden. Eine beliebte Variante in Nordamerika ist 7 and 7, Seagram’s Seven Crown Whisky mit 7 Up.
Der Drink erweitert den Whisky um eine karamellartige Süße und Kohlensäure. Allerdings ist der Geschmack der Cola meist deutlich stärker, so dass es kaum mehr möglich ist, herauszuschmecken, welcher Whisky benutzt wurde. Im Verhältnis zu purer Cola verliert der Drink auch subjektiv an Kohlensäure und dem damit verbundenen Kribbeln. Der Zucker in der Cola verhindert, dass der Whisky schnell verdaut wird, und sorgt so im Vergleich zur selben Menge puren Whiskys für einen niedrigeren Blutalkoholgehalt, der Rausch setzt später ein. Dieser Effekt lässt sich allerdings durch zuckerfreie Cola aufheben.

## Verbreitung und Rezeption
Das Getränk ist fast allgegenwärtig und in den meisten Bars zu bekommen. Aufgrund der einfachen Verfügbarkeit der Zutaten wird es ebenso häufig auf privaten Partys ausgeschenkt. In Douglas Adams’ Roman Per Anhalter durch die Galaxis wird gescherzt, dass jede Zivilisation auf jedem Planeten entweder einen Drink hat, der wie Gin Tonic klingt, oder einen, der wie Whisky Cola klingt. Für viele Whiskytrinker war Whisky Cola in ihrer Jugend das erste whiskyhaltige Getränk, das sie zu sich nahmen.
Allerdings hat Whisky Cola einen vergleichsweise schlechten Ruf. Das Garden-and-Gun-Magazin schreibt in seiner Huldigung des Drinks, dass Feinschmecker es als ernste Beleidigung des Whiskys ansehen. In besseren Cocktailbars riskiert man die Gefahr abschätziger Bemerkungen des Mixers oder gar ganz die Weigerung, den Drink zu mixen.
Ein bekannter Whisky-Cola-Trinker war der Sänger und Bassist Lemmy der Band Motörhead. Nach dessen Tod Ende 2015 forderten viele Fans der Band und des Musikers seinen Lieblingsdrink, Jack-Daniels-Whiskey mit Coca-Cola on the rocks, weltweit als einen Lemmy zu bezeichnen, Anfang 2016 startete dazu eine Onlinepetition.
Musikalisch taucht Whisky und Cola immer wieder in Texten auf. So vergleicht der Country-Sänger Tim McGraw in seiner Single Diamond Rings and Old Barstools Paare, die nicht zusammenpassen, wie die namensgebenden Diamantringe und Barhocker und Paare, die perfekt zusammengehen wie Whisky und Cola. Motörhead selbst haben den Drink in Going to Brazil verewigt, in welchem Lied sie einen Interkontinentalflug nach Brasilien schildern, auf dem reichlich Whisky Cola getrunken wird.  All the booze is free // Airline going broke // Here come the lady // With another Jack and Coke. Die finnische Band Lordi widmet sich der weiten Verbreitung des Longdrinks auf Partys in Nailed By The Hammer Of Frankenstein, mit dem Anfang Jack and coke // Rock 'n' roll // Lose control .. The place will be a wreck by sunrise .. Dr Pepper // With Jameson // Now this is fun. Auch in der deutschen Hip-Hop-Szene ist der Cocktail weit verbreitet. So singt zum Beispiel Summer Cem in QN Nimm mir mein Herz weg // aber nicht die Whisky Cola.